# SS80-Brücke

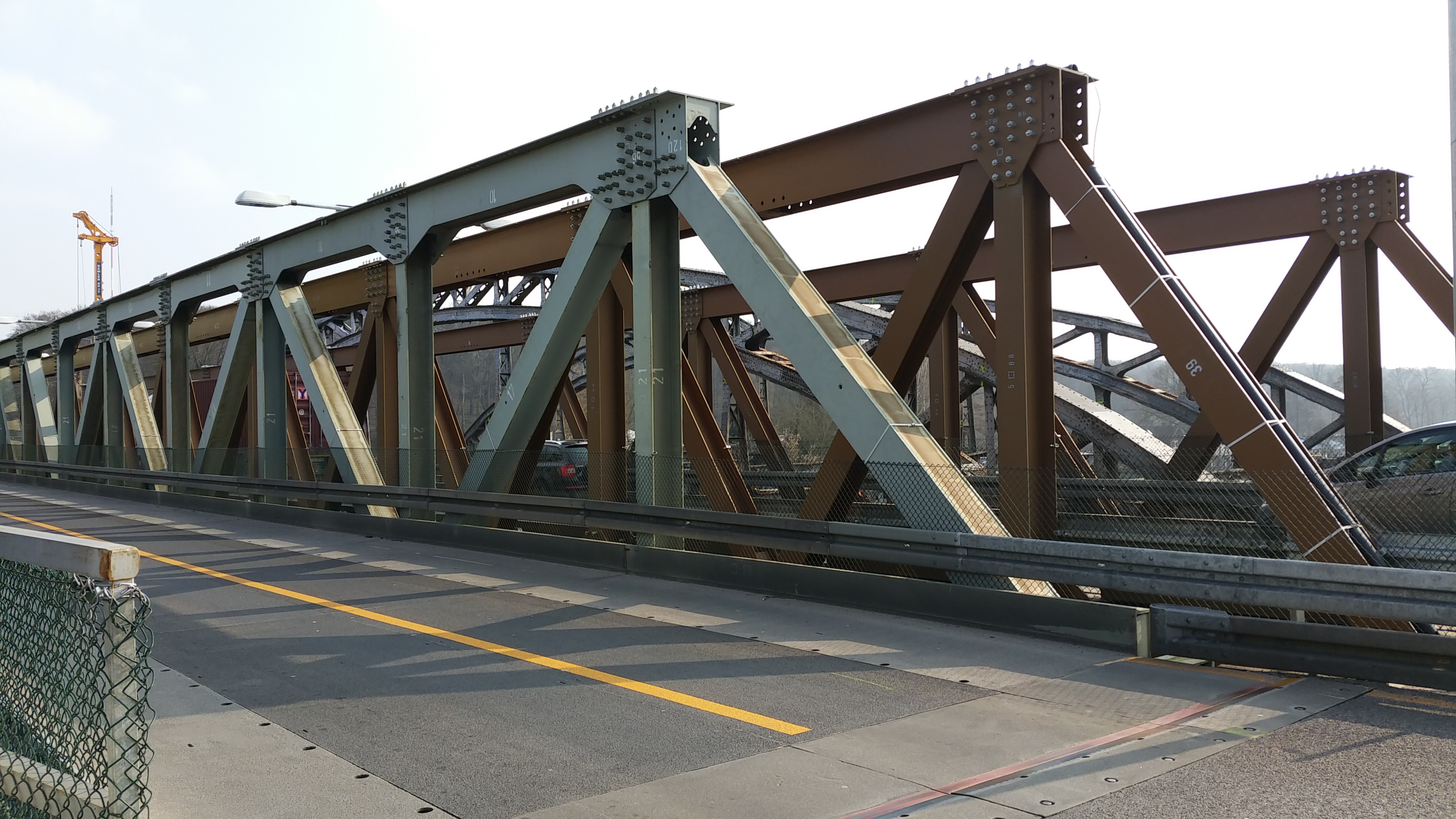
Zwei verschiedene Behelfsbrücken

Die SS80-Brücke ist ein standardisierter Behelfsbrückenbautyp. Die Abkürzung SS80-Brücke steht für zweispurige Schwerlast-Straßenbrücke für Einzelspannweiten bis zu 80 Metern, beziehungsweise Schweres Straßengerät 80 m. Es ist ein Fachwerk-Tragsystem.
Die SS 80-Brücke wurde im Auftrag des Bundesverkehrsministeriums entwickelt und wird von dort auf Antrag zur Verfügung gestellt. Die Bauteile im Bundeseigentum werden an Zentralen Lagerstätten aufbewahrt, darunter in einer Halle der Autobahnmeisterei Gau-Bickelheim.
Ursprünglich sollte dieser Behelfsbrückentyp während des Kalten Krieges im Ernstfall die schnelle Wiederherstellung eines Brückenbauwerks ermöglichen. 
Die Strukturkomponenten der SS80-Brücke sind auf zwei Hauptbaugruppen reduziert:
- Fachwerklängsträger bestehend aus Diagonalen und Gurten
- Querstruktur bestehend aus orthotropen Brückentafeln

## Anbieter
ThyssenKrupp:
- SS 80-Brückensystem
Das Festbrückengerät SS 80, dessen stählernes Fachwerk aus standardisierten Bauelementen besteht und mit Schraubverbindungen zusammengesetzt wird, eignet sich besonders für den Freivorbau auf systemeigenen Rollenbatterien. Die maximale Spannweite beträgt 80,5 m. Aufgrund der hydraulischen Antriebstechnik kann das Gerät bei Vorrollmontagen mit Vorbauschnabel gleichmäßig und ruckfrei über den unterführten fließenden Verkehr verfahren werden.[1]
- DIN 1072 Lastenklasse
  - BKL 30 80,50 m
  - BKL 45 77,00 m
  - BKL 60 73,50 m
- MLC 60: einspurig 84,00 m
- MLC 80G/100R: einspurig 70,00 m
- AASHTO HS 20-44 87,50 m

SEH Engineering GmbH Hannover 
- SS80-Brücke (Schweres Straßengerät 80 m)
- Bauweise: Fachwerkbrücke (Straße)
- Brückenklasse: 30–60
- maximale Stützweite: 80,5 m
- Fahrbahnbreite: 3,50 oder 6,00 m
- Systembreite: 4,34 bis 7,67 m
- Systemhöhe: 2,14 bis 4,27 m
- Systemlänge: 67,1 m
- Bemessungsnorm: DIN 1072
- Montage: Mobilkran oder Vorbauschnabel

## Einsatzbeispiele
- 2002: Einbau eines Brückengerätes SS 80 für die Straßenbrücke Steinfurth,[2] eine der beiden Ursprungsgemeinden von Finowfurt
- 2014: Freybrücke über die Havel in Berlin-Spandau
- 2015: Lindenhofbrücke Berlin
- 2016: Behelfsbrücke für den Neubau der Brücke der Friedrich-Ebert-Straße über die A2 im Zuge der Erweiterung der A43 auf 6 Spuren in Recklinghausen[3]
- 2017: Ersatzbau für die Sanierung der Echelsbacher Brücke im bayerischen Landkreis Weilheim-Schongau
- Herbst 2017 bis 2022: Ersatzbau für die Erneuerung der Brückenbauwerke am Autobahnkreuz Mainz-Süd
- seit Januar 2022: Ersatz für die bisherige Elsenbrücke in Berlin

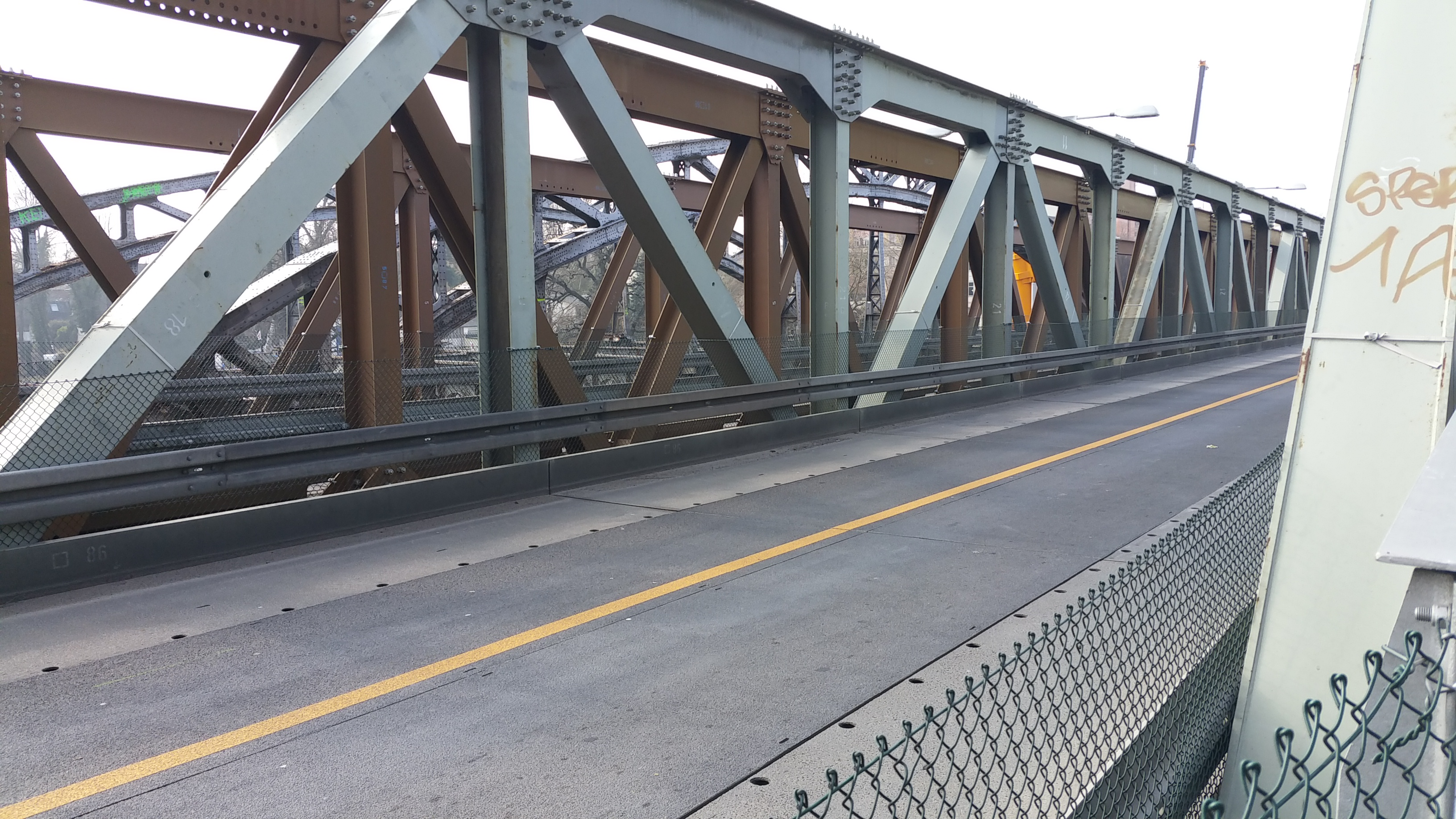
Behelfsbrücken neben der Freybrücke, Richtung Innenstadt (2014)
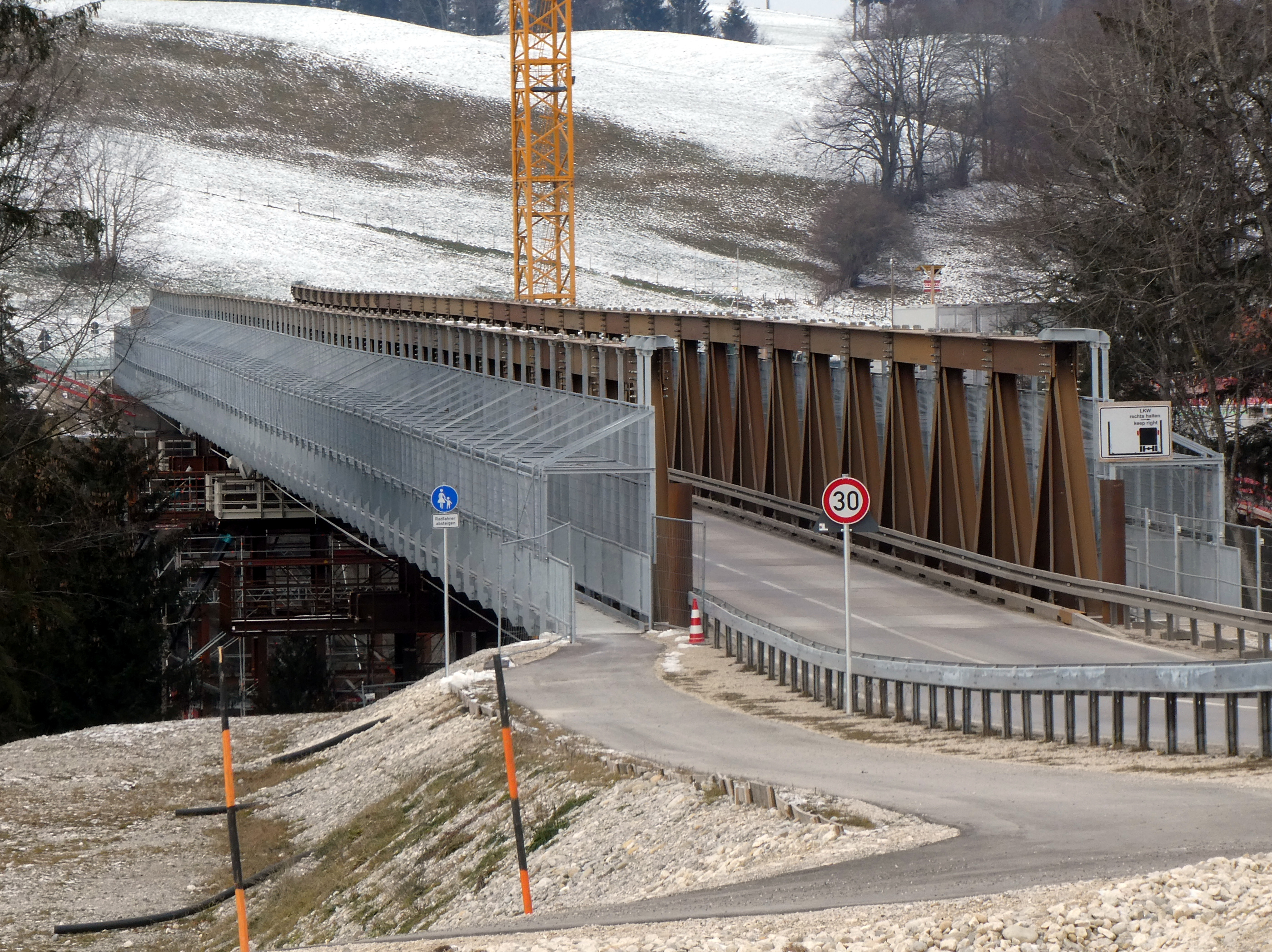
Behelfsbrücke neben der Echelsbacher Brücke (2018)
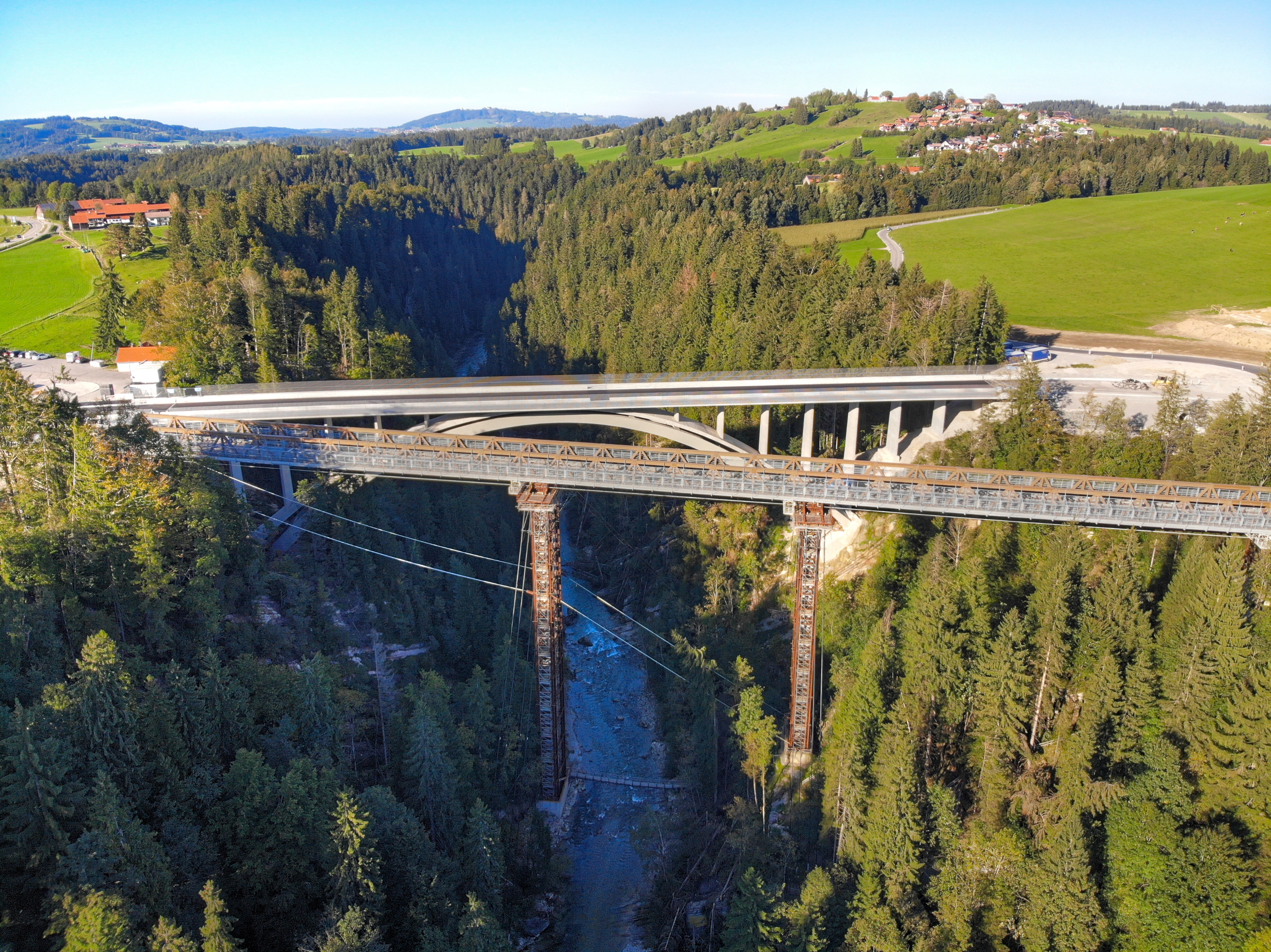
Echelsbacher Brücke aus einer anderen Perspektive (2021)